# Thecla courvoisieri
Thecla courvoisieri är en fjärilsart som beskrevs av Charles Oberthür 1908. Thecla courvoisieri ingår i släktet Thecla och familjen juvelvingar. Inga underarter finns listade i Catalogue of Life.